# گربه آوازخوان
گربه آوازخوان فیلمی کمدی عروسکی به کارگردانی و نویسندگی کامبوزیا پرتوی است که در سال ۱۳۶۹ تولید شد. این فیلم در ۳ مرداد ۱۳۷۰ در سینماهای ایران اکران شد و اولین فیلم پگاه آهنگرانی محسوب می‌شود.

## خلاصه داستان
حَسنی و خواهرش گلدونه در پرورشگاه زندگی می‌کنند؛ روزی زن و شوهری برای انتخاب فرزند به پرورشگاه می‌آیند و گلدونه مورد توجه آنها قرار می‌گیرد. هنگامی که آنها قصد دارند با توافق مدیر پرورشگاه؛ گلدونه را با خود ببرند، حسنی با تکرار این واقعیت که آنها دارای پدری هستند که روزی آنها را از سر فقر و ناچاری جلوی پرورشگاه گذاشته و بالاخره دوباره سراغ آنها خواهد آمد، از بردن او جلوگیری می‌کند.

## بازیگران
- مهدی عسگری
- راحله اسماعیلی
- رضا بابک
- حمید جبلی
- پوراندخت مهیمن
- فریبا جدی‌کار
- حسن رفیعی
- احمدرضا اسعدی
- فرنگیس قره‌خانی
- جمشید تاجبخش
- کاوه پرتوی
- مهشید آهنگرانی
- پگاه آهنگرانی

## عروسک‌گردان‌ها
- دنیا فنی‌زاده
- حسن پورشیرازی
- ایرج طهماسب
- ماندانا کریمی
- سهیلا فتحیه
- نوشین کی‌باقی
- فروزان توحیدی
- زهرا جهان‌بین
- رویا ارباب‌زاده